# واموس ایر
واموس ایر (به اسپانیایی: Wamos Air) یک شرکت هواپیمایی اسپانیایی با کد یاتا EB است که در ۲۳ ژوئن ۲۰۰۳ میلادی تأسیس شده‌است. دفتر مرکزی واموس ایر در مادرید، اسپانیا واقع شده‌است و قطب این شرکت هواپیمایی در فرودگاه مادرید-باراخاس قرار دارد و به ۱۲ مقصد، پرواز انجام می‌دهد.